# Amanda Zahui
Amanda Agnes Sofia Zahui Bazoukou (Stoccolma, 8 settembre 1993) è una cestista svedese, professionista nella WNBA.

## Carriera
È stata selezionata dalle Tulsa Shock al primo giro del Draft WNBA 2015 (2ª scelta assoluta).